# 蘭開夏芝士
蘭開夏芝士產自英國北部。蘭開夏芝士一般被製成圓柱體狀，外面用布包裹，少數會用蠟封製。未完全成熟的蘭開夏芝士質地很軟，像奶油一般，較難切片，因此適合用來塗抹在麵包或餅乾上。工廠製的蘭開夏芝士味道會很淡，自家農場製鹽味會較重。